# Regementskrigsrätt

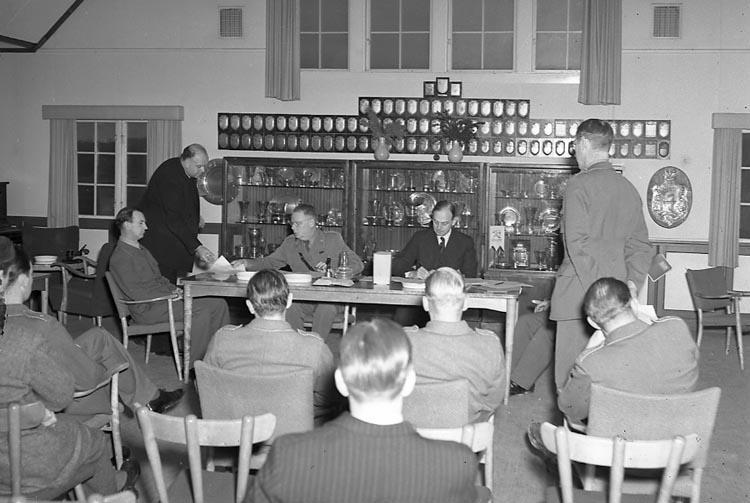
Regementskrigsrätten vid Bohusläns regemente sammanträder för sista gången 1948.

Regementskrigsrätt eller regementsrätt var den undre dominstansen för Sveriges regementen under indelningsverkets tid och fram till 1949.

## Historia
Regementskrigsrätten bildades med Gustav II Adolfs krigsartiklar 1621, som en underrätt vid infanteriet. 1683 utfärdades nya krigsartiklar, men den dömande organisationen förblev densamma. Först 1685 skildes marinens krigsrätt ut, som en så kallad amiralitetsrätt eller stationskrigsrätt.
Varje regemente var sålunda i lag förpliktigat att utöva dömande makt gentemot de soldater som bröt mot lagar, samt att verkställa den dömande maktens utfästa straff vid brottmål. Fram till 1882 var Kungl. Maj:t ensam den som stiftade krigslagarna, utan att det lagstiftande organet, riksdagen, medverkade. Militären betraktades nämligen som under monarkens administration. När allmän värnplikt infördes 1883, började krigsrätternas jurisdiktion att ifrågasättas, samtidigt som all särskild jurisdiktion (universitetens, bergslagernas, städernas, etc) sammanslogs till en nationell lagstiftning, som var för alla lika.
Regementsrätten kvarblev i Strafflagen för krigsmakten och Lagen om krigsdomstolar och rättegången därstädes, båda från 1914.

## Organisation till 1914
Militärens rättsliga instanser förändrades under tid. Mellan 1683 och 1774 fanns generalkrigsrätten som högsta nationella rättsliga instans (överrätt), vars verksamhet 1774 övertogs av Krigskollegium och sedermera av krigshovrätten. Som första rättsliga dominstans (underrätt) fanns regementskrigsrätten i varje infanteriregemente. 
Den leddes av regementets överste (regementschefen) som ordförande, fastän denne i praktiken ofta delegerade sin dömande makt till en major. Vidare ingick som bisittare två kaptener, två löjtnanter, en första gradens officer, och en juridiskt skolad auditör. Som åklagare i mål fungerade, beroende på regementstypen, profossen eller fältväbeln.
Under regementskrigsrätten lydde alla indelta soldater, vanligen för såväl militära som civila mål, både i krigstid och fredstid. De militära målen utdömdes efter krigslagarna. Straffen kunde verkställas av kompanichefen.
Regementskrigsrätten gällde infanteri- och kavalleriregementen (för kavalleriet kunde den undre krigsrätten också kallas ryttarerätt). Svenska marinens första domsinstans var stationskrigsrätten, garnisonernas var garnisonskrigsrätten, och ute i fält utgjorde fältkrigsrätten militärens första dömande instans.

## Organisation efter 1914
Regementsrätten kvarblev i Strafflagen för krigsmakten och Lagen om krigsdomstolar och rättegången därstädes, båda från 1914. Den skulle då i fredstid utgöras av två militära och två civila ledamöter. De civila var auditören och krigsdomaren, vilka båda utnämndes av kungen. De militära hade ofta högre rang, men kunde variera beroende på mål, och de utsågs likaså av kungen. Som åklagare fungerade normalt sett krigsfiskalen, men justitiekanslern kunde utse en särskild åklagare i vissa mål.
Förfarandet vid regementskrigsrätterna följde förfarandet i allmänna underrätter. Verkställigheten kunde fortfarande åligga regementschefen, i synnerhet om det var fråga om disciplinmål (rymning, fylleri, ohörsamhet, oskicklighet i tjänsten, etc).

## Avskaffandet av regementskrigsrätten
Flera motioner lades fram 1901 för avskaffandet av krigsrätterna, vilket ledde till att riksdagen tillsatte en kommitté samma år för att ta fram underlag till beslut i frågan. När kommittén 1914 kom fram till att krigsrätterna borde behållas i fredstid, lades en motion fram av bland andra Carl Lindhagen som ifrågasatte bedömningen. Vid åtskilliga senare riksdagar motionerade Lindhagen med flera i frågan. 
En ny utredningskommitté tillsattes av den anledningen 1920, för att undersöka om krigsrätterna kunde avskaffas i fredstid. Ännu en politiker som engagerade sig i frågan för dess avskaffande var Gustav Möller som 1932 motionerade för den saken. 1933 års utredning kom sedan fram till att krigsrätterna skulle avskaffas i fredstid. 
1949 avskaffades regementskrigsrätterna, liksom all annan krigsrätt, i fredstid.